# 匙叶齿缘草
匙叶齿缘草（学名：Eritrichium spathulatum）为紫草科齿缘草属的植物。分布在巴基斯坦、克什米尔以及中国大陆的西藏等地，生长于海拔3,600米至3,700米的地区，多生长于山坡草地，目前尚未由人工引种栽培。